# Citypalatset

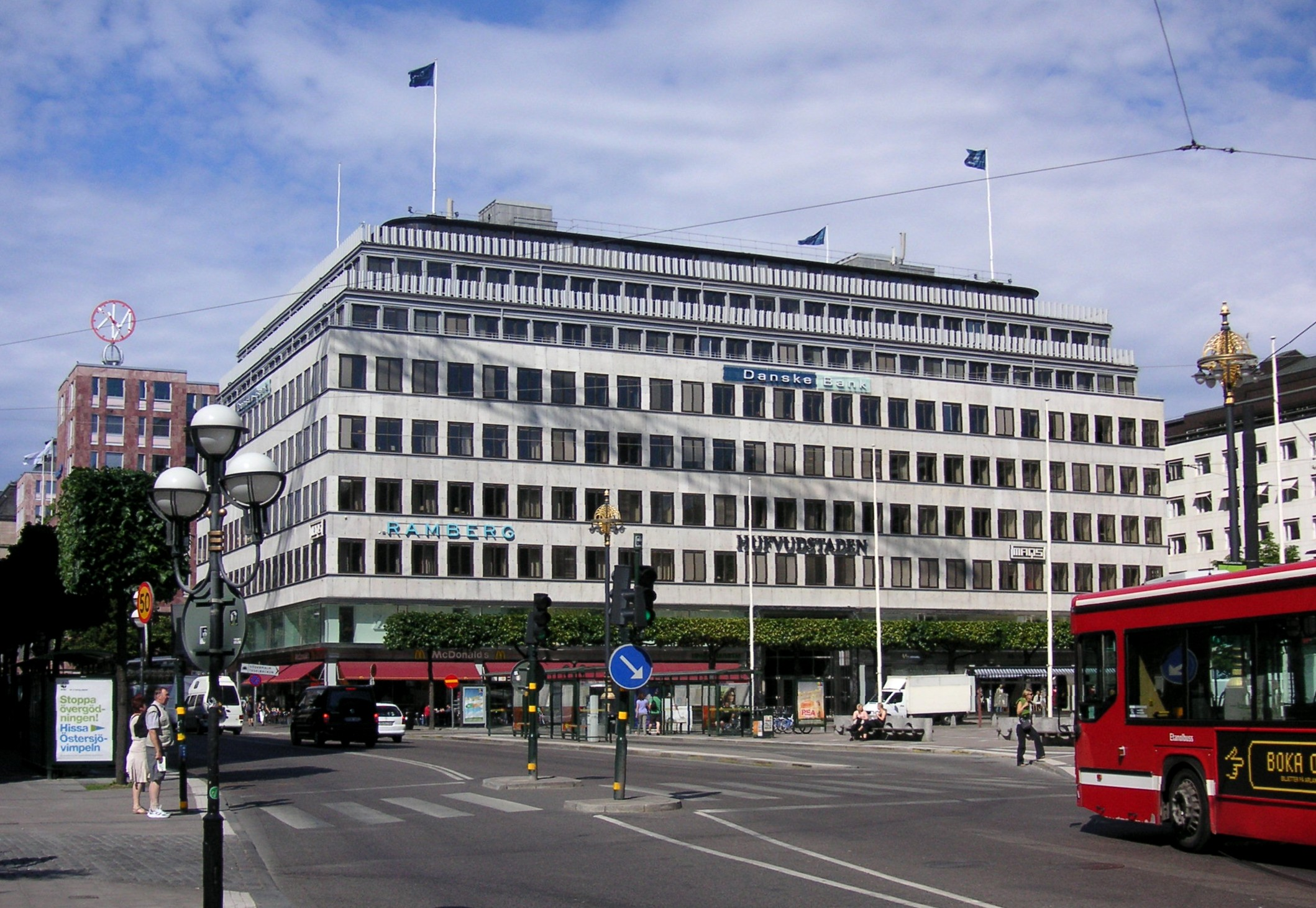
Citypalatset, fasad mot öst i juli 2008.

Citypalatset, tidigare Sydbankshuset, är en byggnad i kvarteret Packarhuset vid Hamngatan i centrala Stockholm med adress Norrmalmstorg 1-3. Byggnadskomplexet upptar hela kvarteret och gränsar i väster mot Norrlandsgatan och i norr mot Smålandsgatan. Här återfinns bland annat Danske Bank i Sveriges huvudkontor.

## Historik

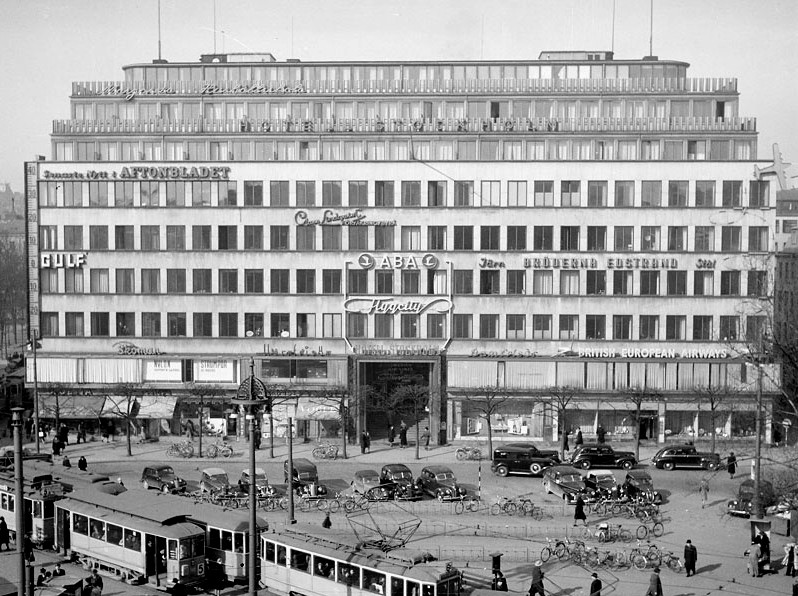
Citypalatset, 1950.

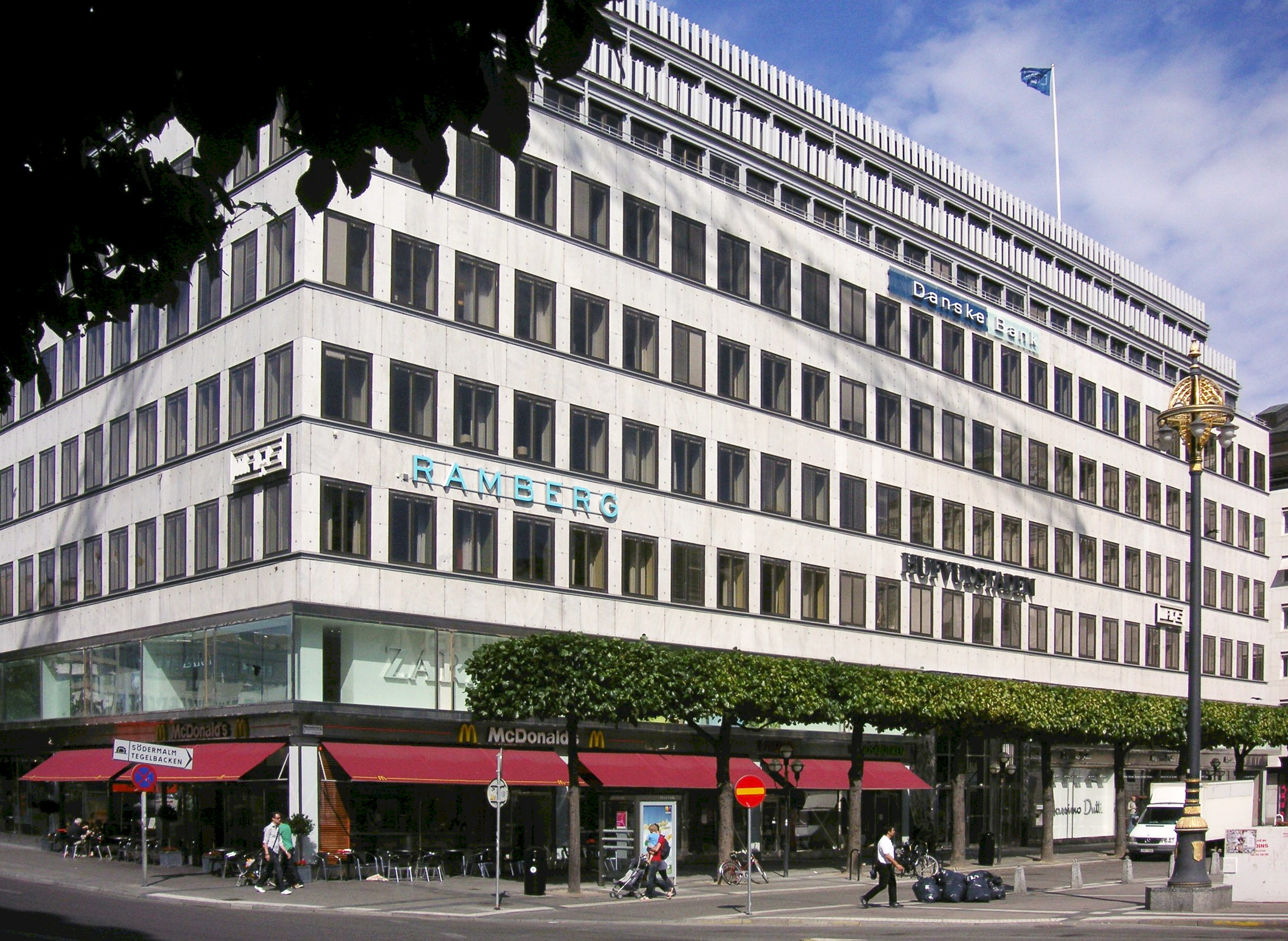
Fasaderna mot Hamngatan och Norrmalmstorg, 2008.

Citypalatset, som då kallades Sydbankshuset, uppfördes av Kreuger & Toll Byggnads AB under åren 1930–32 efter arkitekt Ivar Tengboms ritningar med Paul Toll som projekt- och byggledare. Beställare var bankmannen och tidningsägaren Torsten Kreuger. Huset skulle fungera som stockholmsfilial för Sydsvenska banken, och dessutom nyttjas som kontors- och affärshus samt hotell, där bottenvåningen anordnades butiker. 
Byggandet föregicks av en arkitekttävling där Ragnar Östberg, Albin Stark, Cyrillus Johansson och Ivar Tengbom deltog, varefter Kreuger gav uppdraget till Albin Stark och Cyrillus Johansson i samarbete. Förslaget realiserades dock inte då Kreuger krävde att fasaden skulle kläs med marmorplattor, ett material som Cyrillus Johansson vägrade att befatta sig med. Citypalatset gestaltades istället av Ivar Tengbom i en funktionalistisk byggnadsstil med likformiga fönsterrader utan någon inbördes gruppering.  Den enda variationen bildar de tre översta våningsplanen, som är avtrappade och indragna. Fasadmaterialet är påkostat och består av vit marmor, rostfritt stålplåt och glas.  
I den överbyggda gården placerades Sydsvenska bankens stora bankhall, med en stor utsmyckning på den södra väggen i intarsia i marmor av Ewald Dahlskog. Byggnadens kubiska kropp upptar ett helt kvarter och gränsar med sin västra sida mot Norrlandsgatan. I sin strama arkitektur påminner Citypalatset om en annan av Tengboms byggnader i Stockholms city, Esselte-huset vid Vasagatan, byggt 1928-34. Liksom på Esselte-huset blev även på Citypalatset reklamskyltarna på fönsterbröstningarna en viktig detalj i husets modernistiska arkitektur.